# Shona Thorburn
Shona Thorburn (7 de agosto de 1982) é uma basquetebolista profissional canadense.

## Carreira
Shona Thorburn integrou a Seleção Canadense de Basquetebol Feminino, em Londres 2012 e Rio 2016.